# Toxoscelus velutiviolaceus
Toxoscelus velutiviolaceus (лат.) — вид жуков-златок рода Toxoscelus из подсемейства Agrilinae.

## Распространение
Таиланд: Huai Muang (на высоте 320 м), Suan Phung, Ratchaburi Prov..

## Описание
Златки мелкого размера, длина около 9 мм. Самки: 9,0—9,4 мм (ширина 3,2—3,4 мм). Самки неизвестны. Дорсальная поверхность равномерно бархатистая, темно-фиолетовая с золотистыми щетинками; боковые стороны с серебристо-белой волосистой полосой, идущей продольно от внутренней части глаза в голове, продолжая латеральную сторону переднеспинки к надкрыльям, вдоль боковых сторон на переднюю треть и заднюю треть, включая верхнюю часть второго-четвертого сегментов брюшка; брюшная поверхность и ноги с фиолетовым оттенком.

## Систематика
Toxoscelus huahinensis отличается от других видов Toxoscelus уникальной окраской тела. Вид был впервые описан в 2011 году японским энтомологом Sadahiro Ohmomo (Япония).